# Marcello Abbado
Marcello Abbado (ur. 7 października 1926 w Mediolanie, zm. 4 czerwca 2020 w Stresie) – włoski kompozytor, pianista, dyrygent i pedagog; syn Michelangela, starszy brat Claudia, ojciec Roberta.
Gry na fortepianie uczył się początkowo u Gianadrei Gavazzeniego. Rozszerzając naukę o kompozycję, kontynuował ją pod kierunkiem Giorgia Federca Ghediniego i Paribaniego. Następnym jego nauczycielem fortepianu był Lorenzoni. Od 1944 r. koncertował w Europie, Ameryce, Afryce i Azji. W 1950 r. rozpoczyna pracę nauczyciela (m.in. w Parmie, Wenecji i Mediolanie). W latach 1958–1966 był dyrektorem Liceo Musicale Pereggiato w Piacenzy. Odkąd zakończył sprawowanie tej funkcji kieruje Conservatorium di Musica Gioachino Rossini w Pesaro.